# Voznesenske, Mejova
Voznesenske (în ucraineană Вознесенське) este un sat în așezarea urbană Mejova din raionul Mejova, regiunea Dnipropetrovsk, Ucraina.

## Demografie
Componența lingvistică a localității Voznesenske
     Ucraineană (96,13%)
     Rusă (3,87%)
Conform recensământului din 2001, majoritatea populației localității Voznesenske era vorbitoare de ucraineană (96,13%), existând în minoritate și vorbitori de rusă (3,87%).